# Veitenwustung
Veitenwustung ist ein Gemeindeteil des Marktes Mitwitz im Landkreis Kronach (Oberfranken, Bayern).

## Geographie
Der Weiler liegt am Fuße des Hasenbergs (491 m ü. NHN, 0,5 km östlich). Unmittelbar südlich befindet sich eine Sandgrube, die als Geotop ausgezeichnet ist. Ein Anliegerweg führt 0,15 km weiter nördlich zur Staatsstraße 2708, die an Mostholz vorbei nach Haig (1,7 km nordöstlich) bzw. an der Haderleinswustung vorbei nach Kaltenbrunn (1,6 km südlich) verläuft.

## Geschichte
Veitenwustung wurde in der ersten Hälfte des 19. Jahrhunderts auf dem Gemeindegebiet von Kaltenbrunn gegründet. Am 1. Januar 1974 wurde Veitenwustung mit Kaltenbrunn im Zuge der Gebietsreform in Bayern nach Mitwitz eingegliedert.

### Einwohnerentwicklung
| Jahr      | 001854 | 001861 | 001871 | 001885 | 001900 | 001925 | 001950 | 001961 | 001970 | 001987 |
| Einwohner |        | 3      | 3      | 7      | 15     | 15     | 21     | 19     | 12     | 11     |
| Häuser    | 1      |        |        | 1      | 1      | 2      | 3      | 3      |        | 3      |
| Quelle    | [ 4 ]  | [ 6 ]  | [ 7 ]  | [ 8 ]  | [ 9 ]  | [ 10 ] | [ 11 ] | [ 12 ] | [ 13 ] | [ 1 ]  |

## Religion
Die Protestanten sind bis heute nach St. Laurentius (Burggrub) und die Katholiken nach Mariä Geburt (Glosberg) gepfarrt.